# Radegonde de France
Radegonde de France, dite aussi Radegonde de Valois (Chinon, août 1428 - Tours, 19 mars 1445), est une princesse française du troisième quart du XVe siècle, fille aînée du roi Charles VII de France et de Marie d'Anjou. Elle a été fiancée à Sigismond d'Autriche.

## Biographie
Radegonde de France, fille aînée du roi Charles VII de France et de la reine Marie d'Anjou, naît dans la ville de Chinon en août 1428, ainsi que l'atteste un acte du trésorier général de la reine en date du 29 août de cette année, faisant allusion à la « gesine dernièrement faicte, en la ville de Chinon, de madame Arragonde de France ».
La jeune princesse est baptisée en l'honneur de sainte Radegonde, à qui son père vouait un culte particulier. Selon Christian de Mérindol, ce choix s'expliquait par des raisons à la fois politiques, historiques et religieuses, dans ce contexte particulier de reconquête du royaume de France sur les Anglais : 

« Le prénom de Radegonde avait plusieurs sens : symbole de la ville de Poitiers, siège du second Parlement, donc lieu de résistance à Paris, aux mains des Anglais et des Bourguignons, symbole de légitimité, car la sainte était l'épouse de Clotaire, fils de Clovis, enfin sainte qui ne pouvait qu'attirer les grâces du ciel, si nécessaires au jeune roi. »

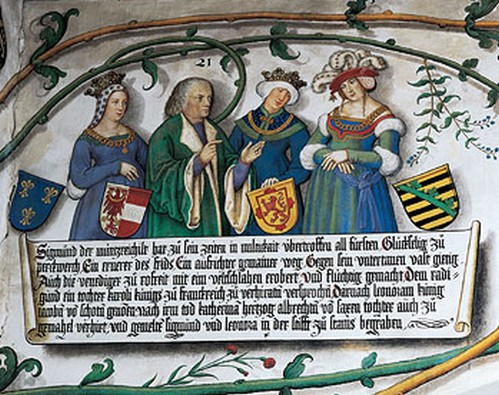
L'archiduc Sigismond, entourée de sa fiancée Radegonde (à gauche) et de ses deux épouses Éléonore Stuart et Catherine de Saxe (à droite) sur une fresque du Habsburgersaal (« hall des Habsbourg »), au château de Tratzberg, Tyrol, vers 1507-1508.

Elle est l'unique princesse de sang royal à avoir porté ce prénom au sein du lignage capétien.
Le 22 avril 1430, son père la promet en mariage à Sigismond, né en 1427, fils de l'archiduc Frédéric d'Autriche, comte de Tyrol.
Elle tombe malade à Tours en 1445, peut-être atteinte d'une pleurésie contractée après son retour à pied d'un pèlerinage à la basilique Notre-Dame de l'Épine. On dépêche de Poitiers à Tours pour la soigner un éminent médecin, Jacques Perchet, mais elle meurt le 19 mars, à l'âge de 16 ans.
Elle est inhumée dans la cathédrale Saint-Gatien de Tours. 
Son fiancé, Sigismond d'Autriche, épouse en 1449 Éléonore Stuart, fille du roi Jacques Ier d'Écosse, puis se remarie en 1484 avec Catherine de Saxe. 
Bien que le mariage projeté entre Radegonde et Sigismond ne se soit jamais concrétisé, le souvenir de l'alliance prévue avec la princesse et la maison royale de France perdure dans l'iconographie des Habsbourg. Une fresque du Habsburgersaal (« hall des Habsbourg »), au château de Tratzberg, dans le comté de Tyrol, réalisée en 1506-1508, représente l'archiduc Sigismond, entourée de sa fiancée Radegonde et de ses deux épouses. Une clé de voûte armoriée de la collégiale Saint-Thiébaut de Thann symbolisant l'archiduc Sigismond rassemble, autour du blason de la maison d'Autriche, ceux de sa fiancée et de ses deux épouses.

## Pour aller plus loin